# William Henry Denson
William Henry Denson, född 4 mars 1846 i Russell County i Alabama, död 26 september 1906 i Birmingham i Alabama, var en amerikansk politiker (demokrat). Han var ledamot av USA:s representanthus 1893–1895.
Denson efterträdde 1893 William H. Forney som kongressledamot och efterträddes 1895 av Milford W. Howard.
Denson ligger begravd på Elmwood Cemetery i Birmingham.